# Бульбарный синдром
Бульбарный синдром (бульбарный паралич) — синдром поражения черепных нервов (языкоглоточного, блуждающего и подъязычного), ядра которых располагаются в продолговатом мозге.

## Клиническая картина
Бульбарный паралич возникает при двустороннем и, в менее выраженной степени, при одностороннем поражении ядер черепных нервов каудальной группы (IX, X и XII нервов), заложенных в продолговатом мозге, а также их корешков и стволов как внутри, так и вне полости черепа. В связи с близостью расположения анатомических структур продолговатого мозга, изолированные нуклеарные (связанные с поражением ядер) параличи встречаются крайне редко.
При бульбарном синдроме отмечается дизартрия (нарушение речи, за счёт поражения отвечающих за артикуляцию нервов) и дисфагия (нарушение глотания, за счёт периферического паралича или пареза мышц языка, мягкого нёба, глотки, надгортанника, гортани). Больные обычно поперхиваются жидкой пищей, иногда не в состоянии произвести глотательное движение. В связи с этим слюна у таких больных нередко вытекает из углов рта. При бульбарном параличе наступает атрофия мышц языка и выпадают глоточный и нёбный рефлексы (вследствие поражения ядер IX и X нервов, которые являются частью рефлекторных дуг вышеуказанных рефлексов). У тяжелобольных с бульбарным синдромом, как правило, развиваются расстройства ритма дыхания (аспирационный синдром, миастенический синдром, дыхательная недостаточность) и сердечной деятельности (кардиомиопатия, брадикардия, тахиапноэ), что нередко приводит к смерти. Это объясняется близким с ядрами каудальной группы черепных нервов расположением центров дыхательной и сердечно-сосудистой системы, в связи с чем последние могут вовлекаться в патологический процесс.
При бульбарной дизартрии голос больных становится слабым, глухим, истощающимся вплоть до полной афонии. Возникает гнусавость. Звуки при этом произносятся невнятно, «смазанно». Гласные звуки становятся трудноотличимыми друг от друга, согласные звуки, разные по способу образования (твёрдые, мягкие, смычные, щелевые) и месту артикуляции (губные, переднеязычные, заднеязычные), произносятся однотипно с неопределённым местом артикуляции. Речь оказывается резко замедленной и утомляет больных. Данный процесс может происходить и при псевдобульбарном синдроме, чаще всего более связанный с нейродегенеративными заболеваниями (болезнь Паркинсона, БАС, миастения). В зависимости от распространённости и выраженности пареза мышц, иннервируемых черепными нервами бульбарной группы, синдром бульбарной дизартрии может иметь избирательный, парциальный или глобальный характер.
Одним из основных принципиальных различий между псевдобульбарным и бульбарным параличом служит то обстоятельство, что парализованные мышцы при псевдобульбарном параличе не становятся атрофированными (отсутствие атрофии - признак центрального паралича), в отличие от бульбарного.

## Заболевания, для которых характерен бульбарный синдром
- генетические заболевания — болезнь Кеннеди, порфирия
- сосудистые заболевания — инфаркт продолговатого мозга
- болезнь двигательного нейрона, сирингобульбия
- воспалительно-инфекционные — синдром Гийена — Барре, болезнь Лайма
- онкологические — глиома ствола мозга
- ботулизм
- бешенство

Дислокация мозга, обычно сопровождаясь повреждением продолговатого мозга, не приводит к бульбарному синдрому вследствие быстрого нарастания симптоматики и снижением уровня сознания больного вплоть до комы.